# یاسونوری تاکادا
یاسونوری تاکادا (انگلیسی: Yasunori Takada؛ زادهٔ ۲۲ فوریهٔ ۱۹۷۹) بازیکن فوتبال اهل ژاپن است.
از باشگاه‌هایی که در آن بازی کرده‌است می‌توان به باشگاه فوتبال یوکوهاما اشاره کرد.
وی همچنین در تیم ملی فوتبال زیر ۲۰ سال ژاپن بازی کرده‌است.